# Licántropo: el asesino de la luna llena
Licántropo: el asesino de la luna llena es una película española de 1997 dirigida por Francisco Rodríguez Gordillo y protagonizada por Paul Naschy y Amparo Muñoz.

## Argumento
El anciano Waldemar Daninsky, afamado escritor, padece dolores inexplicables y pérdidas de conciencia. La doctora Westenra estudia su caso. Al mismo tiempo, un asesino en serie tiene aterrorizados a los habitantes de la ciudad.

## Producción
Francisco Rodríguez Gordillo dirigió a Paul Naschy, con guion del propio Naschy, quien después de un ataque cardíaco casi fatal en 1991 lo planeó como un regreso recuperando el personaje del hombre lobo Waldemar Daninsky que había interpretado por primera vez en 1968 y que en las décadas anteriores había llevado a la pantalla en numerosas ocasiones. El reparto se completaba con José María Caffarel y Amparo Muñoz en los papeles de los doctores Westenra y Antonio Pica como el Comisario Lacombe, entre otros. La película tuvo escaso éxito.